# Szehmah
Szehmah núbiai királyné volt, az i. e. 4. században uralkodó Nasztaszen kusita király felesége.
Szehmah az uralkodó nagy sztéléjéről ismert, melynek lunettájában ábrázolják, valamint halotti sztéléjéről, melyet egy Dzsebel Barkal-i templomban találtak, és egyértelműen újrahasznosított sztélé, eredeti tulajdonosa nem ismert. A sztélé ma Kartúmban található (katalógusszám 1853). Szehmah címei szerint „a király leánya”, „a király felesége” és „Egyiptom úrnője”. Nem tudni, melyik uralkodó lánya volt.

## Fordítás
- Ez a szócikk részben vagy egészben  a   Sekhmakh című angol Wikipédia-szócikk ezen változatának fordításán alapul.  Az eredeti cikk szerkesztőit annak laptörténete sorolja fel. Ez a jelzés csupán a megfogalmazás eredetét és a szerzői jogokat jelzi, nem szolgál a cikkben szereplő információk forrásmegjelöléseként.